# Igapophilus
Igapophilus là một chi bướm ngày thuộc họ Bướm nâu.